# Vereinigte Breslauer Sportfreunde
Vereinigte Breslauer Sportfreunde byl německý fotbalový klub, který sídlil ve slezském městě Breslau (dnešní Vratislav v Dolnoslezském vojvodství). Založen byl v roce 1904 pod názvem SC 1904 Breslau. V dobách před nástupem nacistického režimu se jednalo o jeden z nejúspěšnějších městských klubů. V mistrovství Severovýchodního Německa se stal rekordním šestinásobným vítězem. Zanikl v roce 1933 po nucené fúzi s Breslauer SC 08 do nově vytvořeného klubu Breslauer SpVgg 02. Klubové barvy byly žlutá, bílá a černá.
Své domácí zápasy odehrával na stadionu Südpark

## Historické názvy
Zdroj: 
- 1904 – SC 1904 Breslau (Sportclub 1904 Breslau)
- 1911 – Verein Breslauer Sportfreunde
- 1919 – fúze s SC Preußen Breslau ⇒ Vereinigte Breslauer Sportfreunde
- 1933 – fúze s Breslauer SC 08 ⇒ Breslauer SpVgg 02
- 1933 – zánik

## Získané trofeje
- Südostdeutsche Fußballmeisterschaft ( 6× )
  - 1919/20, 1920/21, 1921/22, 1922/23, 1923/24, 1926/27

## Galerie

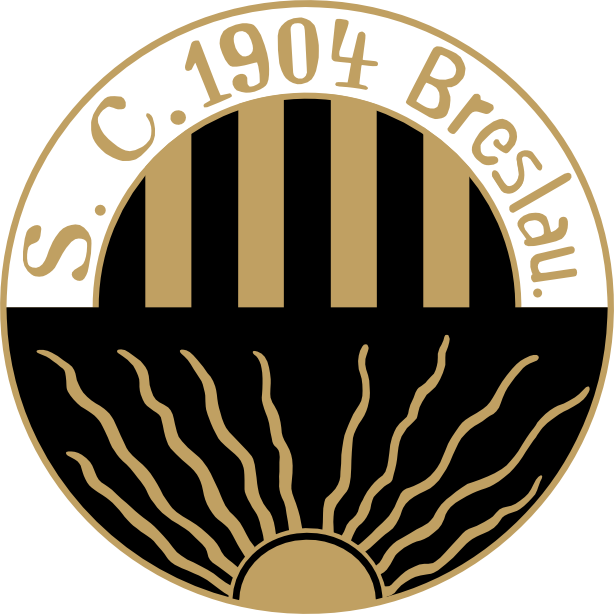
SC 1904 Breslau (1904–1911)
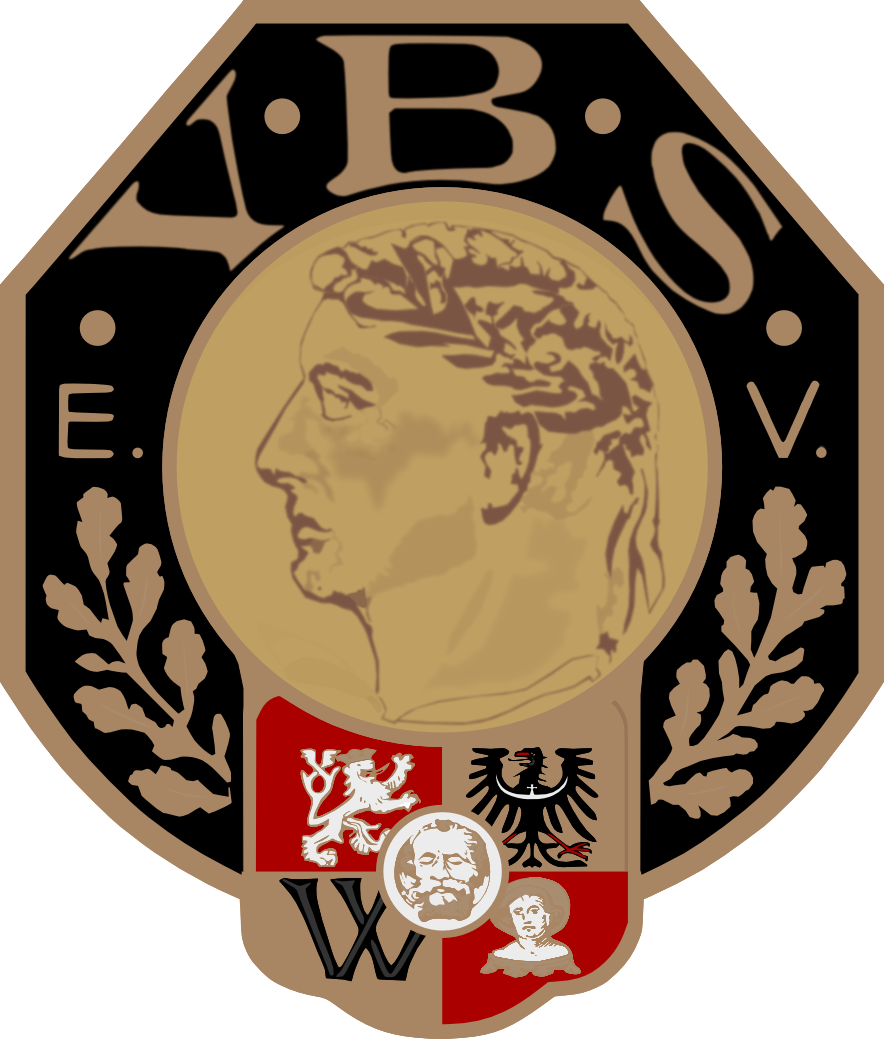
Verein Breslauer Sportfreunde (1911–1919)